# Vänge församling, Visby stift
Vänge församling är en församling i Romaklosters pastorat i Medeltredingens kontrakt i Visby stift i Svenska kyrkan. Församlingen ligger i Gotlands kommun i Gotlands län.

## Administrativ historik
Församlingen har medeltida ursprung. 
Församlingen var under medeltiden moderförsamling i pastoratet Vänge, Guldrupe och Viklau, därefter till 1943 var den moderförsamling i pastoratet Vänge, Buttle och Guldrupe. Från 1943 till 2006 var den moderförsamling i pastoratet Vänge, Buttle, Guldrupe, Sjonhem och Viklau, som 1962 utökades med Halla församling. År 2006 uppgick alla pastoratets församlingar i Vänge församling, som då bildade ett eget pastorat. Från 2016 ingår församlingen i Romaklosters pastorat. 

## Kyrkor
- Buttle kyrka
- Guldrupe kyrka
- Halla kyrka
- Sjonhems kyrka
- Viklau kyrka
- Vänge kyrka